# Beth Ditto
Beth Ditto (Searcy, Arkansas, 19 de Fevereiro de 1981) é uma cantora norte-americana, vocalista da banda de indie rock Gossip.

## Carreira
Ditto tornou-se famosa em Novembro de 2006 quando foi selecionada pela revista britânica NME como a pessoa mais fixe no mundo do Rock. Ficando em primeiro na edição anual chamada "Cool List". A revista citou a sua "inconformidade", como a razão para ser a escolhida - Beth é lésbica, uma sincera defensora dos direitos dos homossexuais, pesa 95 kg e estava envolvida numa relação homossexual fixa. O avanço da canção da banda "Standing in the Way of Control", foi escrita por Ditto como uma resposta à decisão do governo americano de negar o direito ao casamento de casais LGBT.
Ditto foi nomeada a "Mulher Mais Sexy do Ano" na NME Awards 2007, onde também cantou Temptation com o ex-vocalista dos Pulp, Jarvis Cocker. Ela também recebeu a crítica depois de uma irrupção recente na qual ela exigiu que a sua fosse a banda de suporte na turnê "soul-sucking" dos Scissor Sisters. Contudo, em 2007 ela apareceu ao lado de Ana Matronic e Jake Shears dos Scissor Sisters na Transmissão de show de música britânica, onde discutiram a turnê em conjunto e quanto todos lhe tinham apreciado. Ela se colocou em 10ª "Women Who Rock Right Now" na Spinner.com.
Recentemente ela recusou-se ir às lojas Topshop alegando o seu descontentamento com a indisponibilidade de roupas no seu tamanho. Ela foi tão longe como a oferta de desenhar roupas para ela dizendo: "Dê-me trabalho. Quero desenhar. Quero que vocês façam roupa para miúdas e miúdos gordos. Quero que façam tamanhos grandes."
Ditto posou nua para a On Our Backs, uma revista erótica para lésbicas. "Foi um grande momento na minha vida", disse à revista Curve. "Foi a coisa mais radical que fiz. Fiquei menstruada passados 10 minutos de lá chegar. E sangrava abundantemente. Estava a fazê-lo com a minha namorada Tranny, por quem estou apaixonada, e sangrava imenso. Sou uma gorda e um sapatão. A sensação foi óptima!".
Ditto tem gravado um álbum a solo, produzido por Calvin Johnson, no seu Dub Narcotic Studio. O álbum ainda não foi lançado comercialmente. Ditto também gravou um dueto com Johnson: a faixa "Lightning Rod For Jesus" aparece no álbum solo de Johnson de 2002, What Was Me.
Ditto escreve uma coluna para a consultoria do jornal Britânico The Guardian, que aparece na sua seção 'G2' às Sextas-feiras, intitulado "What Would Beth Ditto Do?".
Beth Ditto lançou um EP homónimo em 2011, com 4 faixas inéditas pela "DeConstrution Records". O primeiro single é "I Wrote The Book". Ditto já havia feito parceria com o duo inglês de música eletrônica em "Cruel Intentions". No clipe de I Wrote The Book, Ditto faz homenagem ao clipe Justify My Love de Madonna.
Em 2017, lançou o álbum Fake Sugar.

## Vida pessoal
Em uma entrevista para a revista NME, ela comentou: "Realmente comi esquilos quando era criança, mas isso só acontece no Arkansas, pode ser estranho mas para eles estranho é comer lulas. Lá, quem come lulas é considerado uma aberração!" No entanto, num perfil da CNN ela diz que não foi ela mas um primo.
Ela não usa desodorantes, nem raspa as axilas. "Parece que é normal os Punks federem", diz ela.
É amiga pessoal de Ana Matronic (da banda Scissor Sisters). Eles apareceram em ambas as entrevistas para a BBC da cobertura do festival Glastonbury, em 24 de Junho de 2007.
Ela é feminista e uma vez comentou: "As mulheres não são gatos, não são animais, são apenas pessoas que tentam atravessar a rua para comprar um sorvete".
Ela é uma grande fã da banda X-Ray Spex. Ao apresentar o Friday Night Project, cantou algumas linhas a partir da Spex "faixa" Oh Bondage, Up Yours ". Além disso, ao discutir o próximo concerto de Led Zeppelin, Beth Ditto disse que ela não podia cuidar menos sobre o assunto e prefere X-Ray Spex a performance.
Ela é denominada por Johnny Blue Eyes.
Apareceu na Friday Night with Jonathan Ross na BBC One, em 28 de Setembro de 2007. 
Apareceu na capa da capa de dezembro de 2007/Janeiro de 2008 da revista Bust.
Ela vive actualmente em Portland, Oregon.

## Discografia
Álbuns
- 2017 Fake Sugar

EP
- 2011 Beth

## Premiações e nomeações
- 2006: NME - A Pessoa Mais Fantástica do Rock - GANHADORA
- 2007: NME Awards - Mulher Mais Sexy do Ano - NOMEADA
- 2008: Glamour Awards - Artista Internacional do Ano - GANHADORA